# Giáo hoàng Clêmentê VII
Clêmentê VII (Latinh: Clemens VII) là vị giáo hoàng thứ 219 của giáo hội công giáo. Theo niên giám tòa thánh năm 1806 thì ông được bầu làm Giáo hoàng năm 1523 và ở ngôi Giáo hoàng trong 10 năm 10 tháng 7 ngày.
Niên giám tòa thánh năm 2003 xác định ông được bầu làm Giáo hoàng ngày 19 tháng 11 năm 1534, ngày khai mạc chức vụ mục tử đoàn chiên Thiên Chúa là ngày 26 tháng 11 năm và ngày kết thúc triều đại của ông là ngày 25 tháng 9 năm 1534.

## Trước khi trở thành giáo hoàng
Giáo hoàng Clêmentê VII sinh tại Firenze ngày 26 tháng 5 năm 1478 với tên thật là Giulio di Guiliano de Medici. Ông là một người trong họ Médicis và là anh em họ với Giáo hoàng Lêô X.
Ông là con hoang của Julien de Médicis, cháu của Laurent le Magnifique. Giáo hoàng Clêmentê VII đã có một con trai ngoài giá thú trước khi ông giữ các chức vụ trong tòa thánh. Một số nguồn khác cho rằng ông là cha ruột của Alessandro de ' Medici (1510 – 1537), công tước của Florence, nhưng nhận định này chưa được khẳng định chắc chắn.
Ông được vinh thăng hồng y vào năm 1513, vài tháng sau khi Lêô X được bầu và ông trở thành một trong những cố vấn của vị Giáo hoàng này. Ông vẫn giữ toàn bộ ảnh hưởng của ông dưới triều của Giáo hoàng Ađrianô VI.

## Giáo hoàng
Ông được bầu làm Giáo hoàng ngày 18 tháng 11 năm 1523. Ông đã lấy lại tên của Giáo hoàng Avignon Clêmentê VII, bị xem là một phản Giáo hoàng. 

### Phong trào Luther
Ông là một người có kiến thức nhưng lờ đờ. Ông chỉ mong muốn bảo vệ tài sải riêng của gia đình ông và chẳng hiểu gì về tầm mức quan trọng lịch sử của phong trào Luther.
Ông không thể ngăn cản được những tranh chấp gay gắt giữa Công giáo và Tin Lành của Luther Cải Cách. Ông được Desiderius Erasmus bằng lòng viết bản luận văn Về ý chí tự do (De libero arbitrio) năm 1524, lên án Luther một cách rụt rè, nhưng Luther đã đáp lại bằng Về ý chí nô dịch (De Servo Arbitrio).

### Cải cách giáo hội
Trước những vấn đề bức xúc của Giáo hội, nhất là vấn đề Luther đang đòi hỏi cần phải có một cuộc cải cách đối với kỷ luật trong hàng giáo sĩ, và cũng cần xác định rõ ràng giáo lý Thiên chúa để đáp lại những khẳng định của Tin lành. Càng ngày, Karl V – vua Tây Ban Nha, trở thành hoàng đế năm 1519 – càng tán thành ý kiến này. Giáo hoàng Clêmentê VII cũng chủ trương canh tân Giáo hội. 
Ông mời hồng y Sadolet và Giám mục Giberti, hai lãnh tụ của phong trào cải cách các giáo phận đến cộng tác. Một ủy ban gồm nhiều hồng y được thành lập, có nhiệm vụ nghiên cứu đường lối cải cách. Giáo hoàng cũng cho điều tra kỹ càng vấn đề nước Đức nhưng vì thiếu cương quyết nên các đề nghị của ủy ban điều tra không được ông cho thi hành.
Song Clêmentê VII lại e ngại việc triệu tập một hội nghị Giám mục cũng giống như các hội nghị ở Costance và Paris trước kia, lại đưa đến sự khẳng định "chủ nghĩa công đồng"; mặt khác Giáo hoàng cũng không thiết tha với việc cải cách kỷ luật, vì còn được lợi khi còn duy trì tình trạng nhũng lạm thuế má Tòa thánh và lạm quyền của triều đình Roma.
Mặt khác, Vua Pháp là Francois I (mất năm 1547), địch thủ kịch liệt của Karl V vì đất Pháp bị đất đai của Karl V bao vây trên các mặt Bắc, Đông và Nam, lo sợ một hội nghị Giám mục sẽ làm cho kẻ kình địch Karl V trở thánh người đứng đầu Giáo hội.
Dưới thời của Giáo hoàng Clêmentê VII, phong trào cải cách của các địa phận và các dòng tu phát động mạnh mẽ, nhiều dòng tu mới được thành lập cung cấp những đoàn người thiện chí xảy sàng hành động.
Clêmentê VII là người đã sáng lập Ban Quản trị tài sản đền thờ Thánh Phêrô: ngày 12 tháng 12 năm 1523 lúc đầu, đây là tập thể do để thu góp và quản lý những tài sản dành vào việc xây cất Vương cung thánh đường Thánh Phêrô.
Đến sau, đây là một Thánh bộ do Clêmentê VII thiết lập để đảm nhận cùng một nhiệm vụ và nhận thêm thẩm quyền để giải quyết vấn đề pháp lý. Ngày nay, từ này chỉ tổ chức do vị hồng y linh mục niên trưởng Vương cung thánh đường Vatican làm chủ tịch, chuyên lo việc quản trị trần thế của Vương cung thánh đường này.

### Nước Anh ly khai
Vua nước Anh, Henry VIII, bị vạ tuyệt thông và lập tức thề bỏ đạo Công giáo. Trước đó, Henry được Giáo hoàng Leo X đặt làm Người Bảo vệ Đức Tin. Sau đó, ông quyết định li dị người vợ của mình là Catalina của Aragón, chỉ vì bà không sinh được con trai để thừa tự. Catherine từng là vợ của Arthur, Thân vương xứ Wales, anh ruột ông đã chết và vị vua này sau đó cưới Catherine với sự phê chuẩn của Giáo hoàng Julius II.
Henry được một số cận thần cho rằng việc phê chuẩn trước đây là trái luật và vô giá trị để ông có thể tiến hành thủ tục tiêu hôn đối với Catherine và lấy Anne Boleyn. Ông xin Giáo hoàng Clêmentê VII cho hồng y đặc sứ xét xử.
Ngày 13 tháng 4 năm 1528, Giáo hoàng đồng ý với đề nghị của Henry VIII và sau đó theo chỉ thị của ông là cố kéo dài việc xử án, hy vọng với thời gian, dục vọng của Henry sẽ dịu đi. Vị hồng y đặc sứ tuyên bố hoãn xử đến đầu tháng 10.
Nhưng Catherine là dì của Hoàng đế Karl V của Thánh chế La Mã lại khiếu nại sang tòa thánh nên Karl muốn nhờ Giáo hoàng bênh vực. Giáo hoàng Clêmentê VII bèn tìm cách để củng cố địa vị cũng như thế lực cho gia đình mình, khi ấy đang có tranh chấp với nhiều gia tộc khác.
Nhân cơ hội này, ông yêu cầu Karl V giúp cho một người thuộc gia tộc Medici được cai trị thành Florencia. Sau đó, ông bèn rút quyền tòa án London trong việc phân xử đề nghị ly dị của Henry VIII, trả việc phân xử cho Roma.
Sau khi tìm hiểu vấn đề, ông nhận thấy cuộc hôn nhân của Henry với Catherine là hợp pháp và không thể tháo cởi được, nhưng chưa muốn tuyên bố. Henry VIII viết thư cho Giáo hoàng với những lời lẽ hăm dọa.
Sau khi Hồng y Wolsey, là Tổng Giám mục của Canterbury, không thuyết phục được Giáo hoàng để ban cho nhà vua điều này, Henry đã cách chức Wolsey năm 1529, và bổ nhiệm một người bạn tín cẩn là Sir Thomas More, một luật sư Công giáo lên làm quan chưởng ấn của Anh. Thomas More khẳng định rằng ông chỉ chấp nhận chức vụ này nếu không dính líu đến vấn đề tiêu hôn của nhà vua.
Tháng 1 năm 1531, Clêmentê VII trả lời sẽ phạt vạ tuyệt thông những ai dám đem vụ hôn nhân của Henry ra xét xử ở Anh, cấm Henry VIII lấy Anne Boleyn trước khi có quyết định của Tòa thánh.
Lúc ấy, Henry đã nhất định ly dị Catherine, đồng thời ly khai với Giáo hội. Vào năm 1534, khi Henry tự xưng là thủ lĩnh tối cao của Giáo hội Anh và cắt đứt liên hệ với Rôma, Thomas More đã từ chối không chịu tuyên thệ trung thành với nhà vua dưới danh hiệu này và bị chém đầu vào năm 1535.

### Cướp phá Rôma
Lúc nổ ra cuộc tranh luận với Luther, nước Đức đang bị chiến tranh tôn giáo giằng xé. Nước Italia cũng không được yên. Nhận thấy ảnh hưởng của Tây Ban Nha ở Ý quá mạnh, đặc biệt là sau trận đánh ở Pavia, Clêmentê VII liên minh với vua Pháp Francois I vào năm 1524, và để chiều ý Giáo hoàng, ông ra lệnh cấm đạo Tin lành. Giáo hoàng tìm cách tổ chức một liên minh giữa Pháp, Venise và Florentia – thành phố của dòng hộ Medici để chống lại hoàng để. Trong khi đó, vua Pháp đang là kẻ thù của Tây Ban Nha.
Để trả đũa, Charles Quint đã giúp cho sự khuấy động của giới quý tộc Rôma một cách dễ dàng. Giới này tập họp chung quanh dòng họ Colonne đã thành công chiếm lấy Vatican ngày 20 tháng 9 năm 1526.
Lúc bấy giờ Clêmentê VII điều đình hưu chiến với giá 60.000 đuca. Nghe đồn về số tiền này, quân đánh thuê Đức đang dừng lại ở Bắc Italia dưới sự chỉ huy của nguyên súy Bourbon đã quyết định xuống Rôma để tự trả công cho mình bằng một cuộc cướp phá; một hành động khá thịnh hành vào thời kỳ đó.

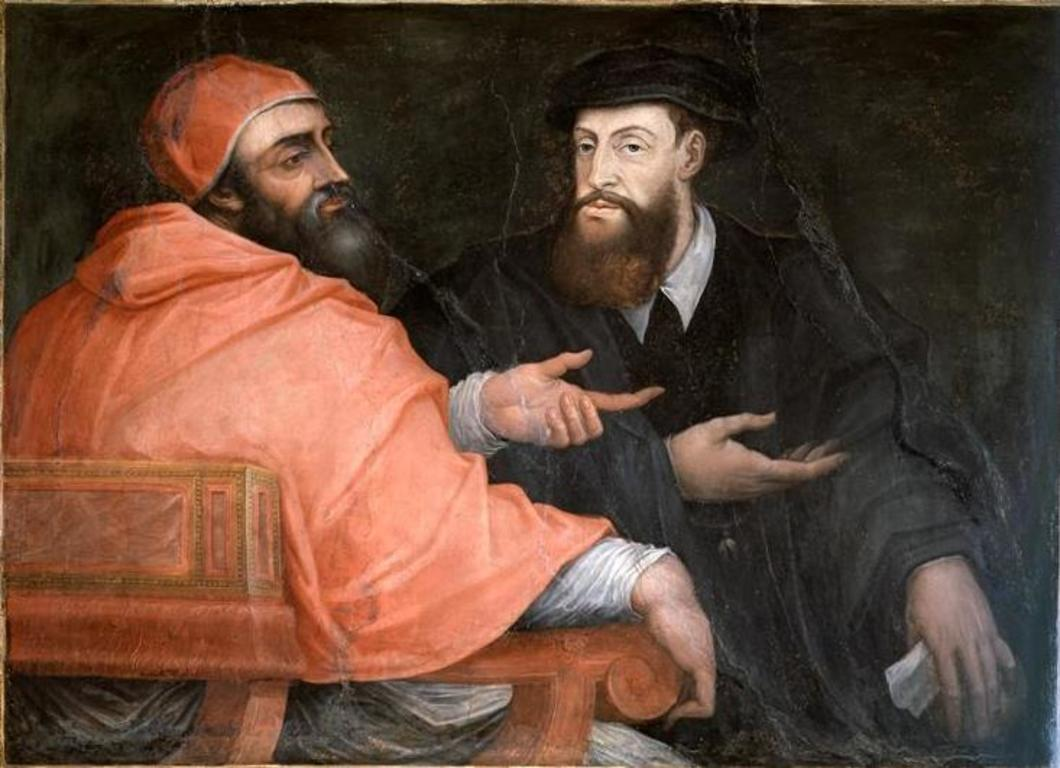
Cuộc trò chuyện giữa Giáo hoàng Clement VII và Hoàng đế Charles V

Điều này đã dẫn đến sự cướp phá Rôma ngày 6 tháng 5 năm 1527, quân của tướng De Bombon tiến vào Roma. Chỉ cần bảy ngày, nhiều thánh đường, nhiều đền đài bị cướp phá, nhiều hồng y, Giám mục bị đánh đạp. Giáo hoàng Clêmentê VII phải trốn vào đồn Thiên thần. Những người cộng hòa của Florentia cũng lợi dụng chuyện này để lại một lần nữa loại dòng họ Medici ra khỏi quyền hành.
Để chấm dứt cuộc đổ máu khủng khiếp ấy, Clêmentê đã phải ký nhận tất cả những điều kiện của Charles Quint. Ông viết: " Hỡi con yêu dấu, trước mắt ta, chỉ còn một thây ma bị cắt từng mảnh". Thế giới công giáo kinh hoàng trước cảnh tượng này còn Charles Quint thì chối trách nhiệm, ông nói: "Tất cả những cảnh tượng đó xảy ra là do bản án Thiên Chúa chứ không do mệnh lệnh của tôi".

### Tấn phong Charles Quint
Mùa thu năm 1528, trong một bài diễn văn đọc tại Madrid, Charles Quint ngỏ ý muốn qua Ý để được Giáo hoàng Clêmentê VII tấn phong hoàng đế. Mặc dầu có nhiều phản đối nhưng vì Carlos đã quyết giữ vai trò hoàng đề Âu châu nên ông đã sang Ý và được Giáo hoàng Clêmentê VII đặt vương miện tại Bolonia tháng 2 năm 1530.

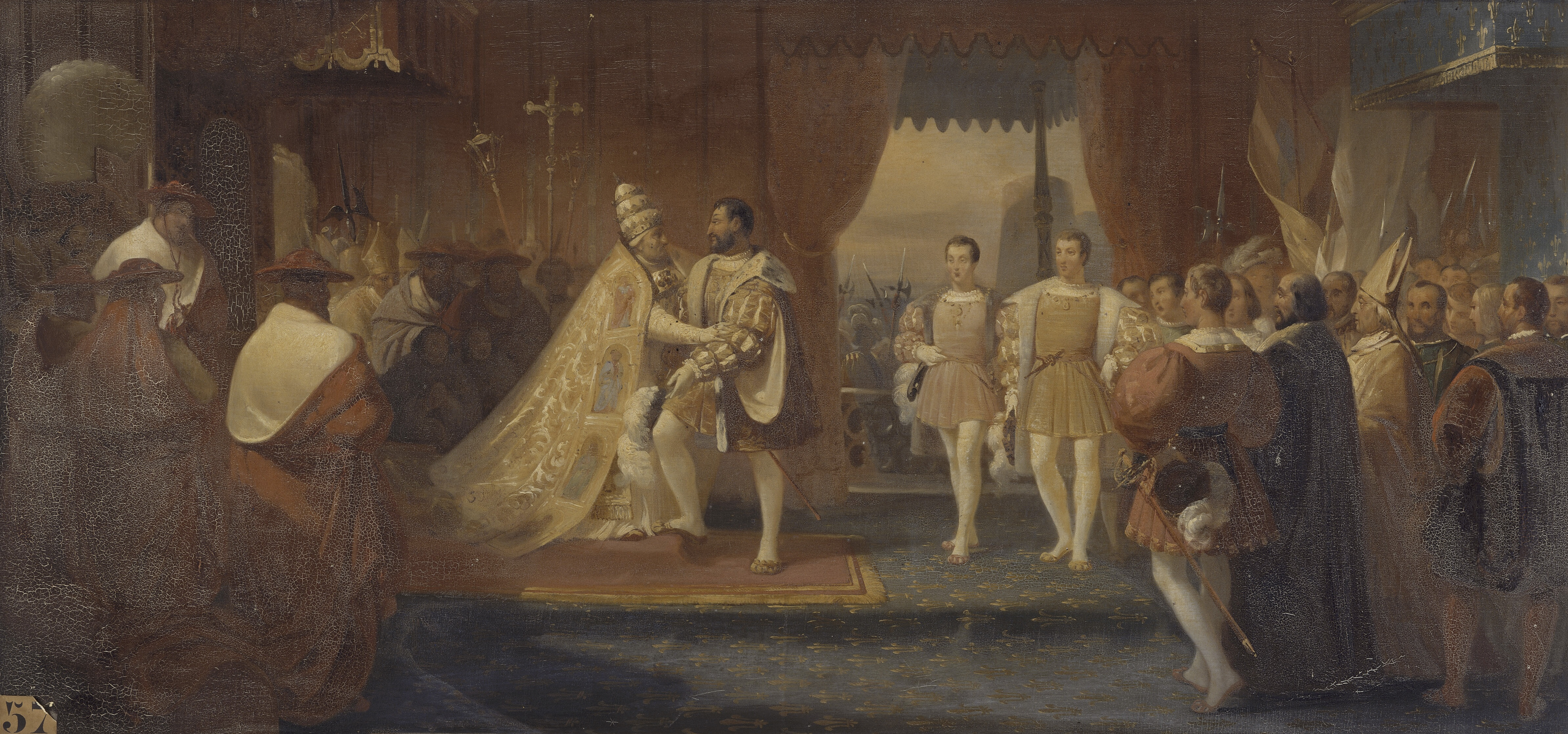
Giáo hoàng và vua Francis I của Pháp gặp nhau tại Marseille, 13 tháng 10 năm 1533.

Các toán quân của hoàng đế chiếm lấy Florentia cùng năm đó, sau một cuộc bao vây 11 tháng và Clêmentê đã có thể đặt ở đó người con bất hợp pháp của mình là Alexanđê làm quận công xứ Toscane.
Trong khi đó, ở Đức giáo thuyết Luther vẫn ngày một thêm vững mạnh. Một lần nữa ông thúc đức Clêmentê VII triệu tập đại công đồng để ngăn cản sự bành trướng của phe ly giáo, nhằm tái lập hòa bình châu Âu, đối phó với quân Thổ Nhĩ Kỳ đang lăm le xâm chiếm thành Vienna. Năm 1530, một cuộc bàn cãi ở Augsbourg nơi Luther có Mélanchton làm đại diện đồng thời có sự có mặt của Carlos đều không đạt được kết quả như mong muốn.
Giữa lúc đó, Clêmentê VII qua đời ngày 25 tháng 9 năm 1534.